# Rozenkrojceri
Rozenkrojceri (njem. Rosenkreuzer, eng. Rosicrucians), filozofski ezoterično-mistično društvo koje je, prema legendi, osnovao Christian Rosenkreuz (lat. Frater Rosae Crucis) u srednjovjekovnoj Njemačkoj, a čiji su stvarni počeci zabilježeni od 17. stoljeća u Njemačkoj, Engleskoj i Rusiji.
Učenje im je miješavina egipatskog hermetizma, gnoze, ezoteričnog kršćanstva, alkemije i kabale. Bili su organizirani u tajna bratstva, a utjecali su na pojavu i osnivanje masonskih loža i teozofskih društava.

## Poznati Rozenkrojceri
Smatra se da su sljedeći znanstvenici, filozofi i monarsi pripadali krugo ranih povijesnih Rozenkrojcera: Francis Bacon, Jakob Böhme, Gottfried Leibniz, Kristina Švedska, Gustav III. Švedski i Karlo XIII. Švedski.